# St. Nikolaus (Bad Abbach)

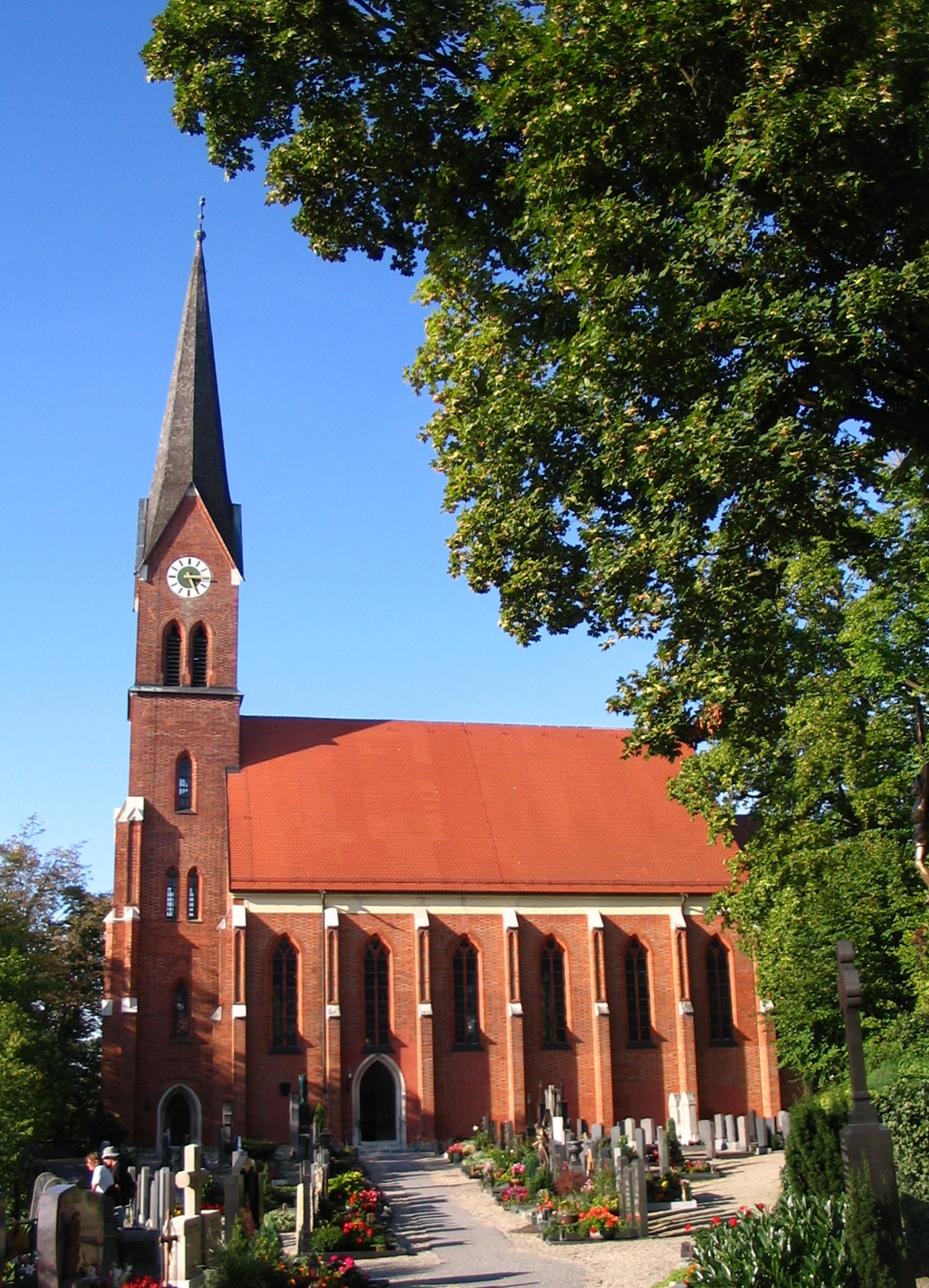
Außenansicht der Pfarrkirche St. Nikolaus von Süden

Die römisch-katholische Pfarrkirche St. Nikolaus in Bad Abbach, einem Markt im niederbayerischen Landkreis Kelheim, ist ein neugotischer Kirchenbau, der in den Jahren 1849 bis 1852 anstelle eines barocken Vorgängerbaus errichtet wurde. Am gleichen Ort befanden sich auch ein romanischer und ein gotischer Vorgängerbau. Die Pfarrkirche ist dem heiligen Nikolaus von Myra (Gedenktag: 6. Dezember) geweiht.

## Lage
Die Pfarrkirche St. Nikolaus liegt auf 371 m ü. NN am Schloßberg hoch über dem Markt Bad Abbach (338 m ü. NN) im Tal der Donau und knapp unterhalb des sogenannte Heinrichsturmes (383 m ü. NN), des einzigen Restes der ehemaligen Burg Abbach. Da der Weg zur Pfarrkirche sehr beschwerlich ist, finden die Hauptgottesdienste der Pfarrei heute in der Kirche zur Heiligen Familie statt, die in den 1960er Jahren im Ortszentrum errichtet wurde.

## Geschichte
Die erste Kirche am Ort dürfte bereits in unmittelbarer Nähe der Burg Abbach gestanden haben, also an der Stelle der heutigen Kirche, wie Grabungen aus dem Jahr 1995 belegen. Das romanische Gotteshaus existiert wahrscheinlich schon zu karolingischer Zeit; ein Schenkungsbrief des Kaisers Heinrich II. aus dem Jahr 1007 bestätigt dies. Von einer eigenen Pfarrei wurde erstmals im Jahr 1237 berichtet, als ein in Abbach residierender Pfarrer Cunradus als Zeuge in einer Urkunde des Bischofs Siegfried von Regensburg erwähnt wird. Zuvor befand sich der Pfarrsitz in Eiglstetten, heute eine Einöde an der Straße von Bad Abbach nach Saalhaupt. Dort wurde 1177 ein Pfarrer Werner erwähnt, der als Dechant auch Abbach mit betreute.
Unter dem Fußboden im nordwestlichen Bereich der heutigen Pfarrkirche wurden bei Grabungen Mauerreste der verschiedenen Vorgängerbauten gefunden. Die kleine romanische Kirche als grob behauenen, unregelmäßig großen Sandsteinquadern mit halbrunder Apsis erfuhr in der Gotik eine wesentliche Vergrößerung. Neben dem Langhaus wurde auch der Chorraum vergrößert. Dieser schließt jedoch, für die Stilepoche untypisch, im rechten Winkel ab. Als Grund hierfür wird der nahe Berghang genannt. In der Barockzeit kam es zu einer weiteren Vergrößerung der Kirche Richtung Osten, also in Richtung der Burganlage. Der Chor erhielt nun einen dreiseitigen Schluss. Aus dem Jahr 1752, also in der Zeit des Rokoko, sind eine Umgestaltung des Innenraums und eine Verlängerung des Chorraumes „um sieben Schuh“ überliefert. Der Chor wurde damals wieder mit einem halbrunden Abschluss versehen. Bei den Grabungen wurde Reste des Fußbodenbelags von 1752 gefunden. Dieser bestand aus Solnhofener Platten im Rosenspitzmuster, in der damaligen Zeit sehr beliebt.
Die Vorgängerkirche musste im Jahr 1842 wegen Baufälligkeit geschlossen und abgebrochen werden. Jedoch konnte erst im Herbst 1849 mit dem Neubau begonnen werden. Der Bau nach den Plänen von Joseph Tanera wurde von den Baumeistern Josef Schmidtner aus Landshut und Karl Dobmayer aus Kelheim ausgeführt. Die Grundsteinlegung erfolgte am 16. Oktober dieses Jahres im Beisein von Bischof Valentin von Riedel. Im Jahr 1852 war der Bau vollendet und wurde durch Pfarrer Martin Otto im Auftrag des Bischofs benediziert. Da zu diesem Zeitpunkt noch ein Großteil der Innenausstattung fehlte, wurde ein Altar aus der früheren Kirche übernommen. Die Konsekration erfolgte am 10. August 1859 durch Bischof Ignatius von Senestrey. Die Innenausstattung wurde vom Abbacher Schreiner Johann Koch ausgeführt, die Altar- und Kreuzweggemälde stammen von dem ebenfalls ortsansässigen Maler Albert Stahl.
Im Jahr 1891 wurde eine erste Innenrenovierung vorgenommen. Zum 100-jährigen Jubiläum der Pfarrkirche im Jahr 1952 erfolgte eine größere Umgestaltung nach dem aktuellen Zeitgeschmack. Bei diesem Eingriff wurden wesentliche Teile der neugotischen Ausstattung entfernt: So verschwanden die Aufbauten aller drei neugotischen Altäre, der Schalldeckel der Kanzel sowie die Schnitzereien an Chorgestühl und Beichtstühlen und die bemalten Kirchenfenster. Die Raumschale wurde in einem reinen Weiß gestrichen. Als einziger Schmuck fungierten zwei frescoartige Wandgemälde des Kunstmalers Otto Baumann aus dem benachbarten Oberndorf, die an der Stelle der Aufbauten der Seitenaltäre traten. Später wurden erhaltene neugotische Elemente wieder eingefügt. So wurden 1984  Volksaltar und Ambo aus Teilen der alten Kommunionbank gefertigt. Außerdem wurde das Kirchengestühl renoviert und dabei die bisherigen Stuhlwangen und die Schnitzereien der Abschlussbänke wieder eingefügt.
Zum 150-jährigen Jubiläum wurde von 1999 bis 2002 eine erneute Renovierung für insgesamt rund 2,4 Millionen D-Mark durchgeführt. Dies umfasste die Trockenlegung der Kirche, die Sanierung des Untergrunds, Turm und Dachstuhl, die Umgestaltung der Außenanlagen, die Entwurmung der Holzdecke, die neue Ausmalung der Raumschale in einem sehr hellen Ockerton, mit einer Rekonstruktion der ursprünglichen malerischen Gestaltung, die Umgestaltung des Hochaltares und der Seitenaltäre sowie die Erneuerung der Beleuchtung.

## Architektur

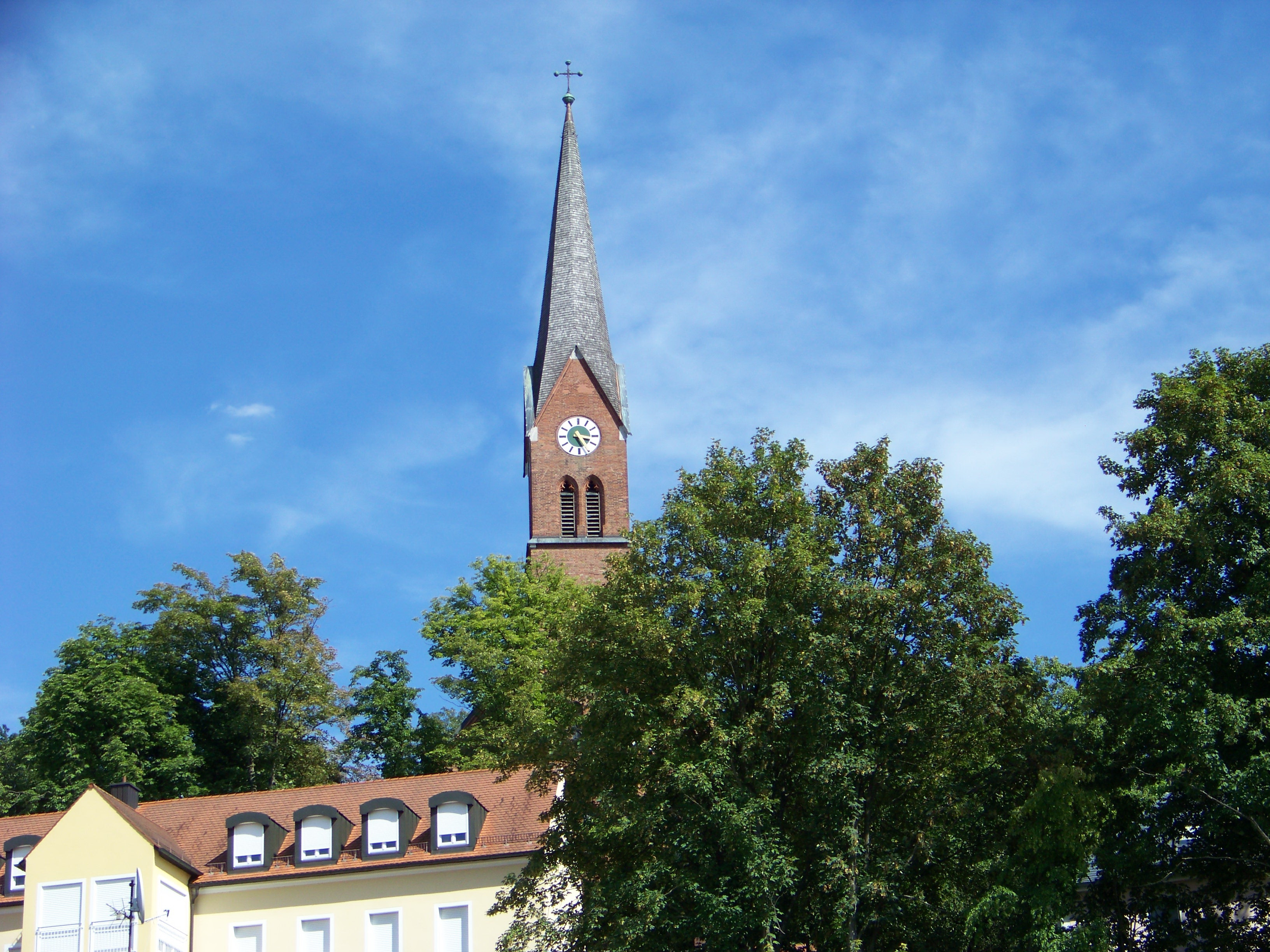
Turm der Pfarrkirche St. Nikolaus vom Marktplatz aus

Der nach Osten ausgerichtete Bau umfasst ein Langhaus zu sechs Jochen sowie einen deutlich eingezogenen Chor zu zwei Jochen mit Fünfachtelschluss, an dessen Nord- und Südseite sich jeweils ein kleiner Sakristeianbau befindet. Der Außenbau wird von einfach abgesetzten Strebepfeilern gegliedert und weist spitzbogige Öffnungen mit zweibahnigen Maßwerkfenstern auf. An der Westseite ist in der Mittelachse des Kirchenschiffs der 68 Meter hohe, fünfgeschossige Turm angebaut. Dieser erhebt sich über quadratischem Grundriss und wird von zweifach abgesetzten Eckstreben gegliedert. Auch er besitzt spitzbogige Fensteröffnungen und eben solche Schallarkaden. Oberhalb der vier Turmuhren vermitteln vier Dreiecksgiebel den Übergang zum achtseitigen, neugotischen Spitzhelm.
Über je ein Portale an der Nord- und Südseite erfolgt der Zugang zum Kircheninneren. Das Langhaus wird von einer flachen Holzdecke überspannt, der Chorraum von einem Rippengewölbe in netzartiger Konfiguration. Im rückwärtigen Langhausjoch ist die Orgelempore eingezogen, die von zwei schlanken Holzsäulen getragen wird.

## Ausstattung

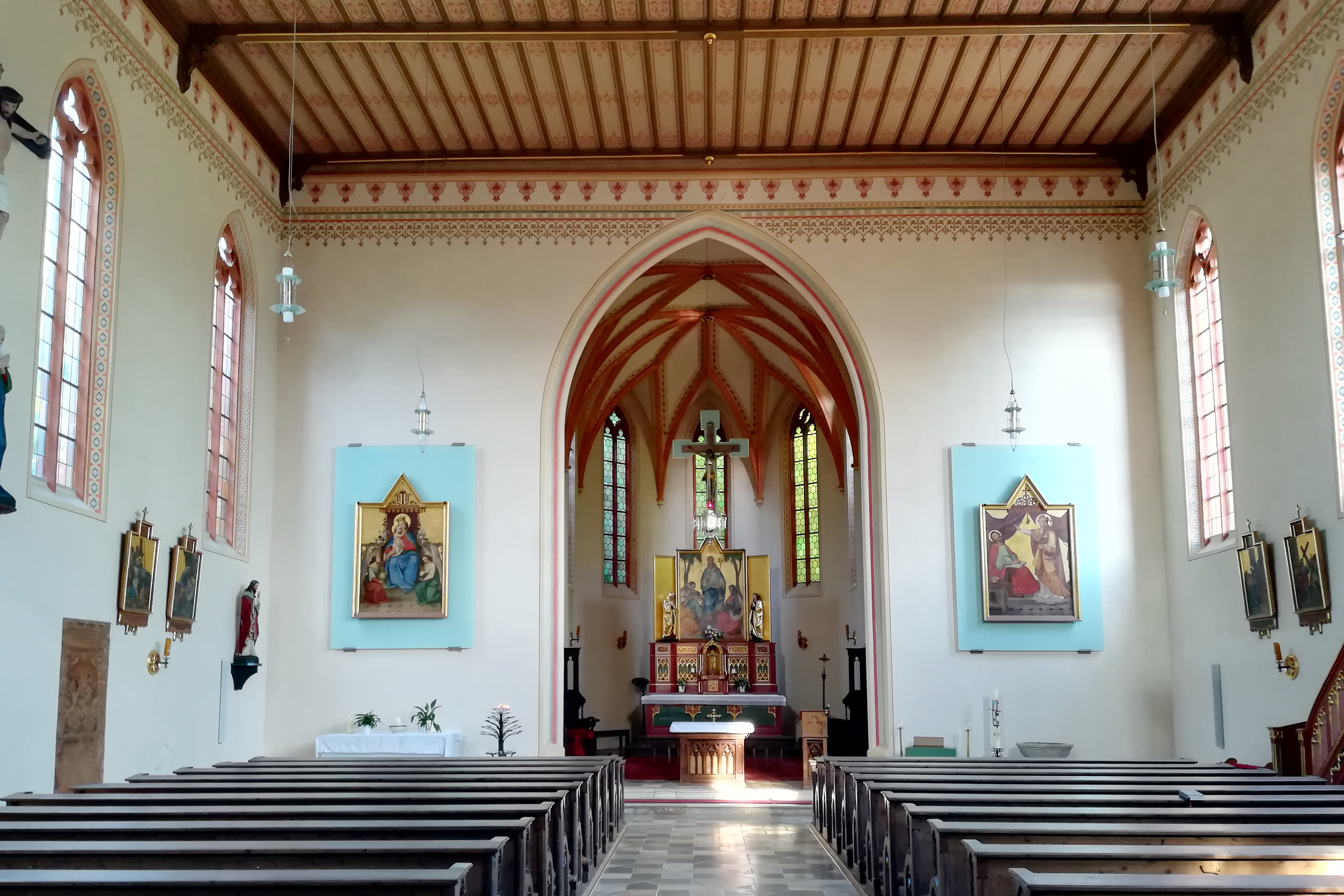
Innenraum

### Hochaltar
Der 1952 bis zur Predella abgetragene Hochaltaraufbau wird seit der Renovierung zum 150-jährigen Jubiläum wieder von dem ursprünglichen, neugotischen Altarblatt geschmückt. Dargestellt ist der Kirchenpatron, der heilige Bischof Nikolaus, der seine rechte Hand nach Art des lateinischen Segenstypus erhebt. In der Linken hält er den Krummstab und das Evangeliar, auf dem drei goldene Kugeln liegen. Zu seinen Füßen knien ein älterer Mann und drei junge Frauen – Arme, die den Heiligen um ein Almosen ersuchen.

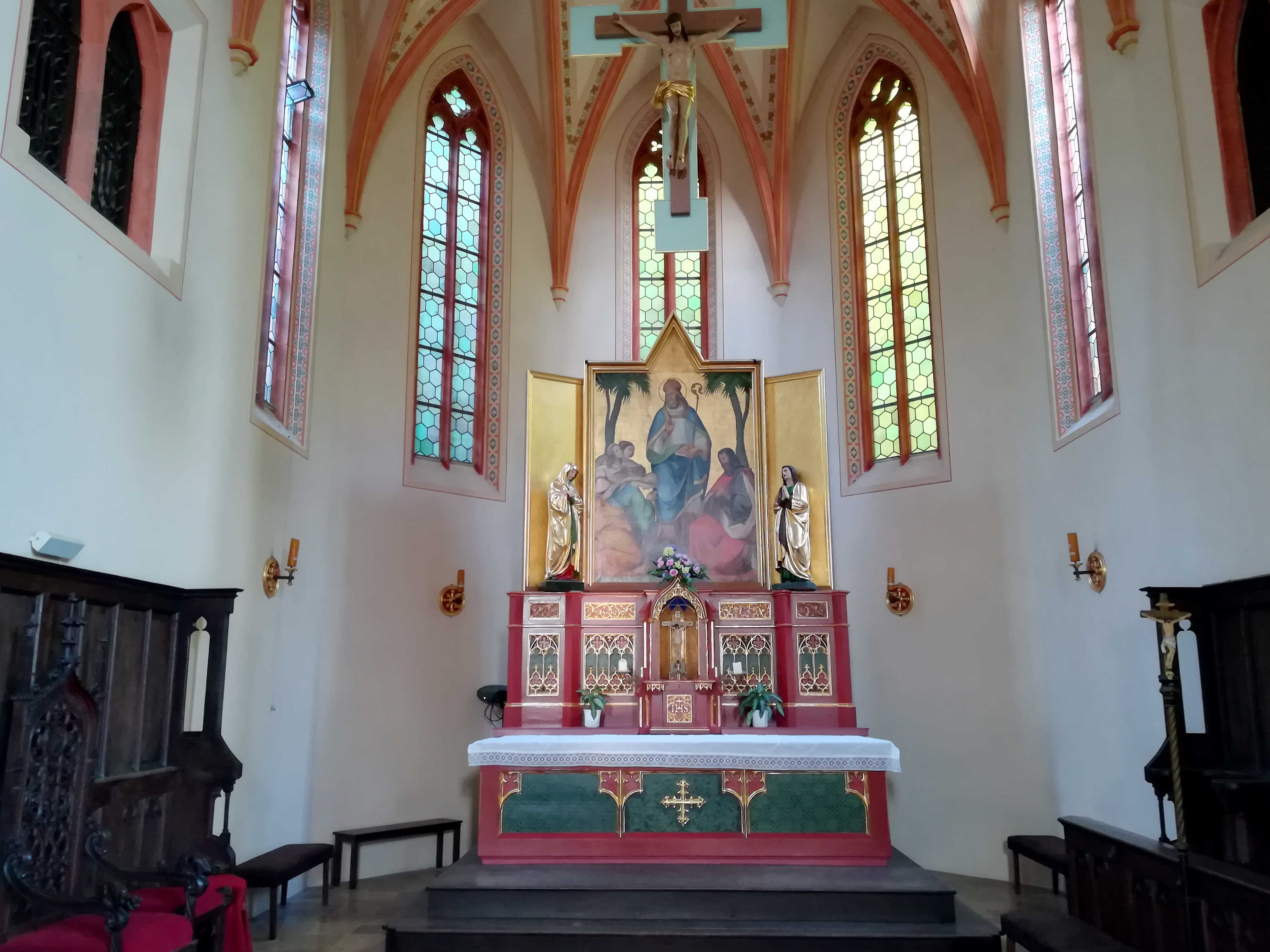
Hochaltar von St. Nikolaus

### Seitenaltäre
Die Aufbauten der beiden Seitenaltäre wurden ebenfalls 1952 entfernt und durch die Gemälde des Künstlers Otto Baumann ersetzt. Das linke Bild zeigte die heilige Maria, der schützend über Bad Abbach schwebt. Rechts war der möglicherweise auf der Burg Abbach geborene Kaiser Heinrich II. zu sehen, der von Rom heiliggesprochen wurde. Er schwebt mit Engeln auf einem Regenbogen über dem alten Abbach. Dieses Gemälde wurde nach einer Tuschzeichnung des Pflegers Dionys Haberl von 1536 angefertigt. Diese beiden Bilder wurden bei der Renovierung 2002 mit großen, mintfarbenen Glasplatten verhängt. Letztere dienen gleichzeitig zur Befestigung der ursprünglichen, neugotischen Altarblätter. Das Bild am linken Seitenaltar (Marienaltar) zeigt die Gottesmutter mit dem Jesuskind, flankiert von zwei Engeln. Am rechten Seitenaltar (Heinrichsaltar) ist der junge Prinz Heinrich dargestellt. Diesem erscheint sein bereits verstorbener Lehrer, der Bischof Wolfgang. Darüber ist die Inschrift post sex (lat. nach sechs) zu sehen, die darauf verweist, dass Heinrich nach sechs Jahre König des Ostfrankenreiches wird. Der Herzogshut neben Heinrich weist diesen als künftigen Herzog Bayerns aus.

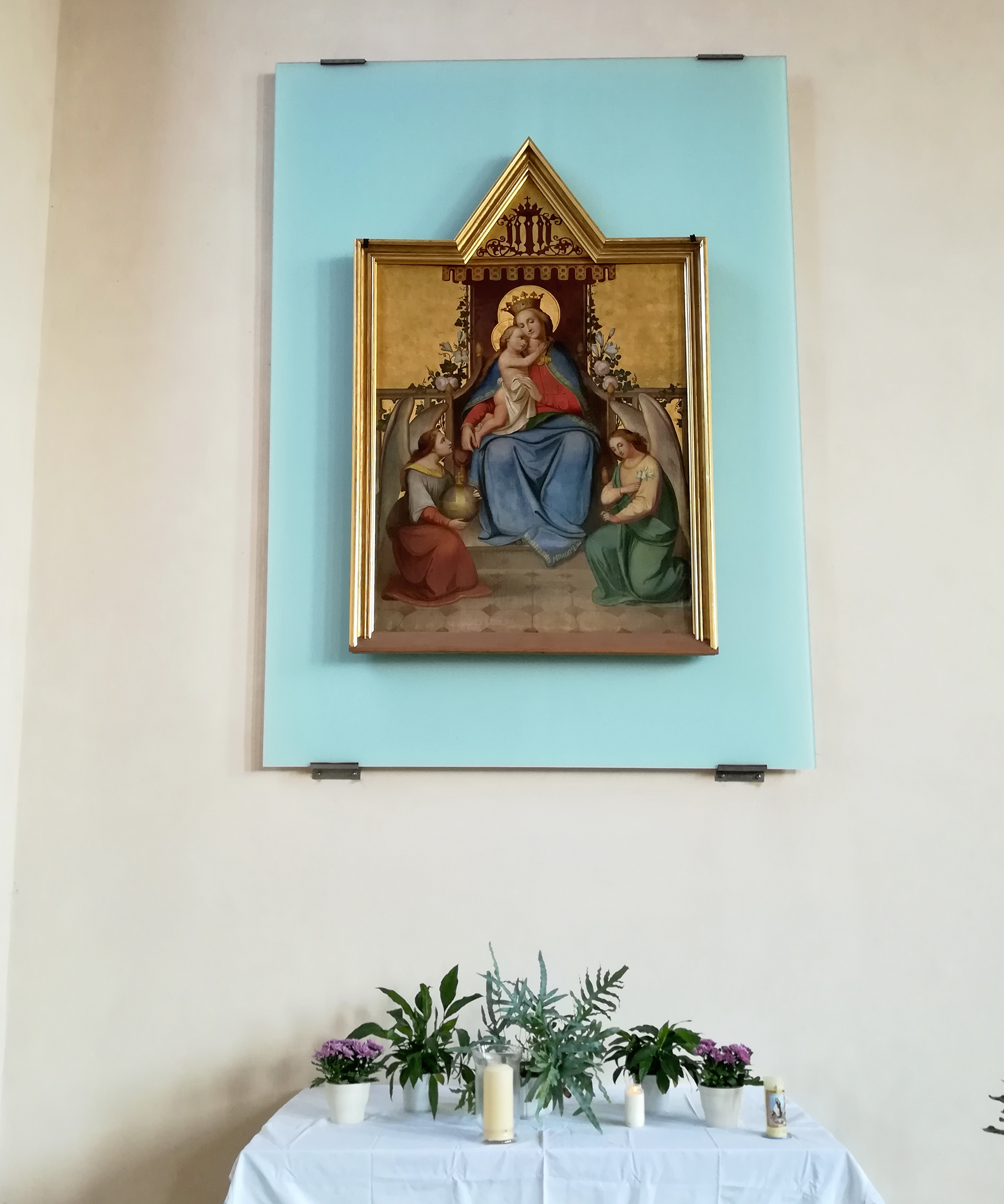
Linkes Seitenaltarbild
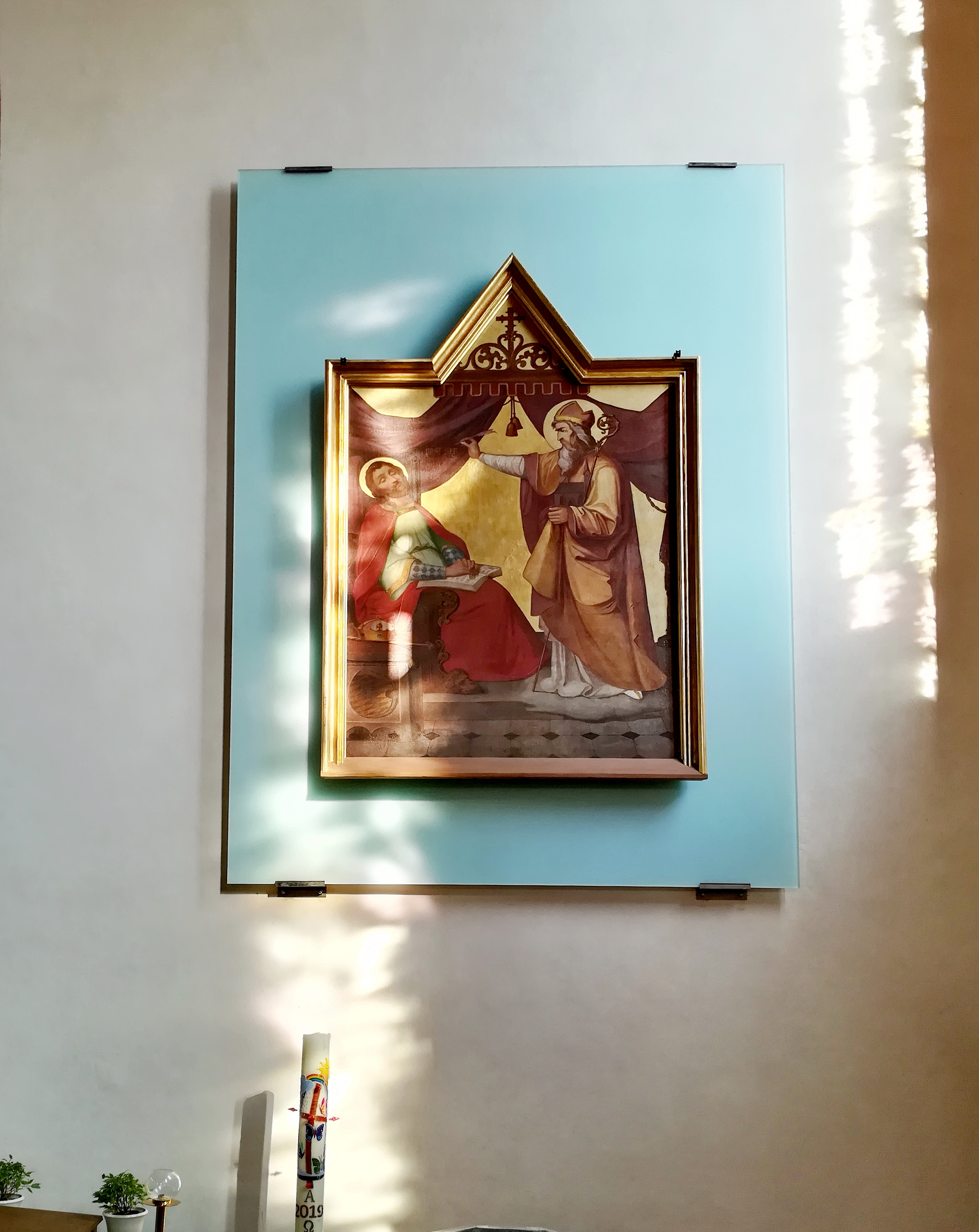
Rechtes Seitenaltarbild

### Epitaphien
An den Wänden im Innenraum sind mehrere Epitaphien aus rotem Marmor angebracht, die aus den Vorgängerkirchen stammen und bei der Renovierung von 1952 in die heutigen Pfarrkirche kamen. Bemerkenswert ist das Epitaph des Pfleger Bernhard von Stinglheim († 1595) an der Südwand. Der Verstorbene ist in voller Ritterrüstung dargestellt, stützt sich mit der linken Hand an der Hüfte ab und hält in der Rechten einen Streithammer. In den oberen Ecken sind Familienwappen und Helmzier zu sehen. Um den Hals trägt der Pfleger eine Kette, an der ein sogenannter Gnadenpfennig mit dem pfalzbayerischen Wappen befestigt ist. Genau gegenüber ist das Epitaph für Bernhards Gattin Margareta von Stinglheim († 1592) angebracht. Ebenfalls auf der Südseite sind Gedenksteine für Sibylle von Leibling, geb. von Stinglheim († 1595) sowie für Hans Sigmund von Stinglheim († 1616) und dessen Gattin Anna Maria von Stinglheim († 1615) zu finden.
Etwa gegenüber der Kanzel ist ein aus Kalkstein geschlagenes Ölbergrelief aus dem Jahr 1505 angebracht. Rechts unten ist der Stifter, Pfarrer Erhard Fabri, dargestellt. Dieser ist auch unter der Orgelempore auf der Südseite des Langhauses zu sehen. Dort ist er in der zeittypischen Kleidung abgebildet.

### Orgel

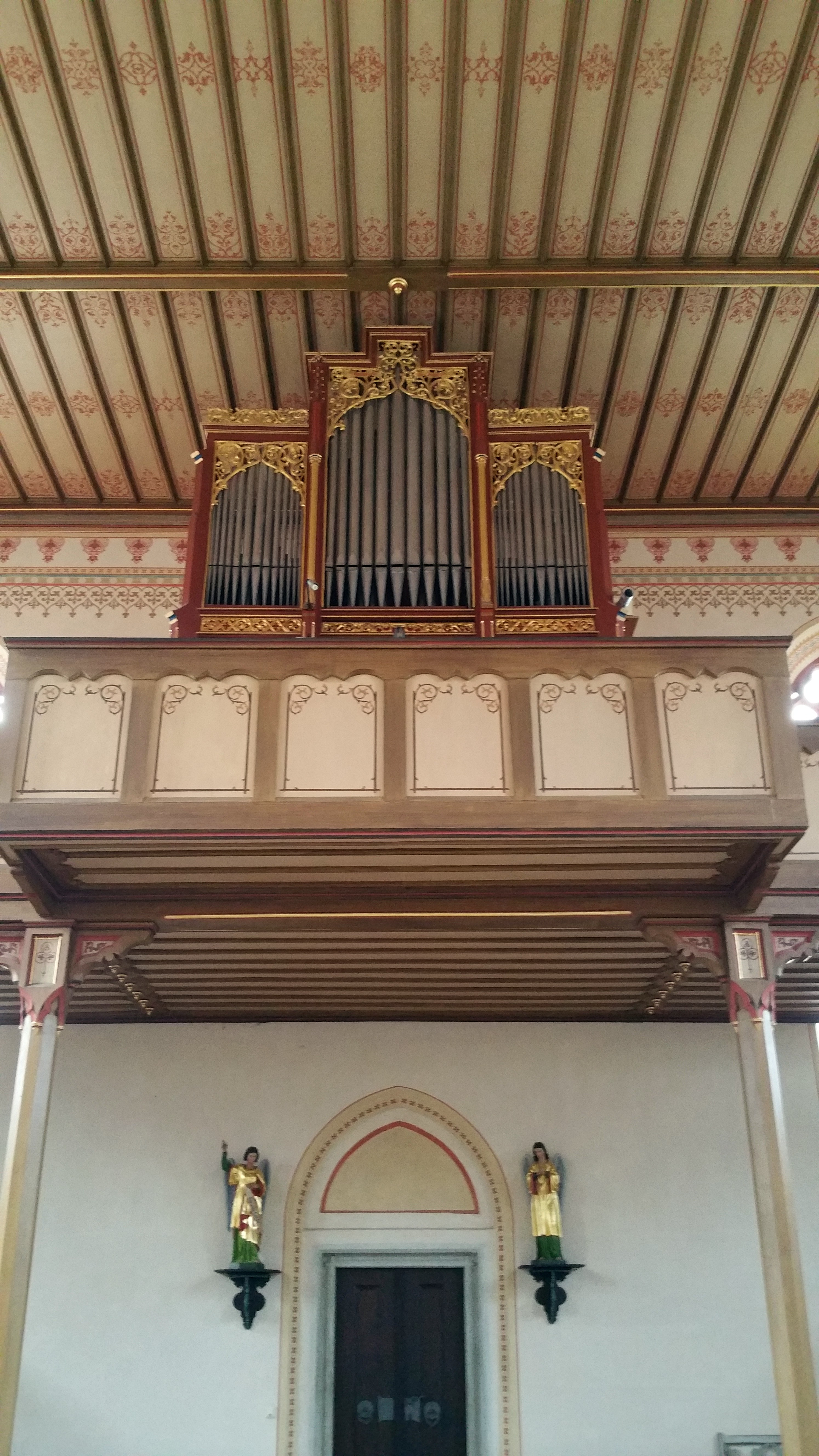
Prospekt der Breil-Orgel

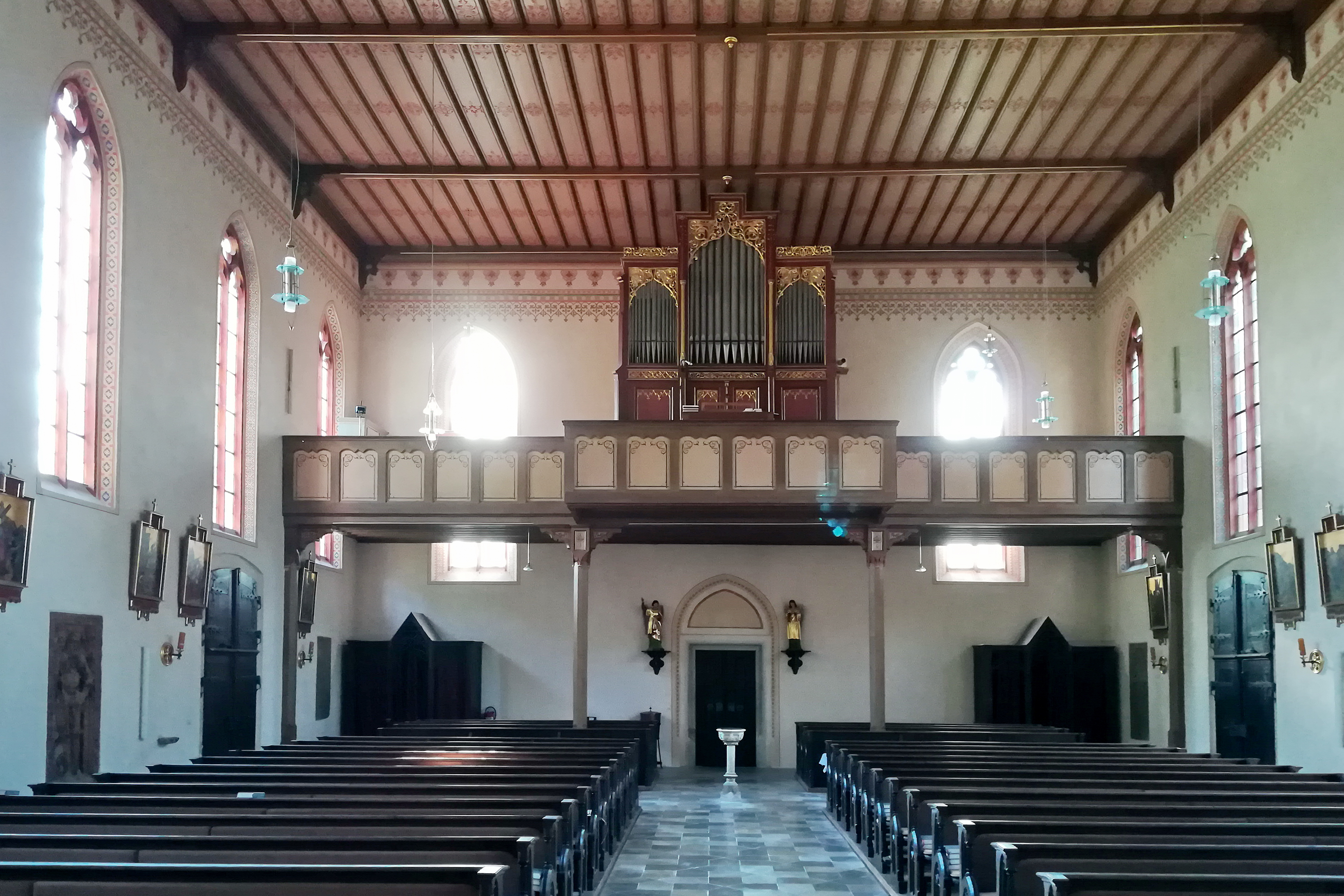
Empore mit der Breil-Orgel

Die erste Orgel der Abbacher Pfarrkirche wurde im Jahr 1853, also kurz nach der Fertigstellung des Kirchenbaus, angeschafft. Sie stammt von dem Orgelbauer Johann Anton Breil aus Regensburg. Das einmanualige Instrument verfügte über acht Register und eine rein mechanische Spiel- und Registertraktur. 1981 restaurierte der Kelheimer Orgelbauer Hermann Kloss das Instrument umfangreich, was eher einem Neubau unter Verwendung von historischem Material gleichkommt. Die weiterhin rein mechanische Orgel umfasst derzeit zwölf Register die auf einem Manual und Pedal spielbar sind. 182 der insgesamt 859 Pfeifen sind aus Holz. Die Disposition lautet heute:
| I Hauptwerk C–g3 |                |       |
| 1.               | Prinzipal      | 8′    |
| 2.               | Gedeckt        | 8′    |
| 3.               | Gamba          | 8′    |
| 4.               | Salicional     | 8′    |
| 5.               | Oktav          | 4′    |
| 6.               | Flöte          | 4′    |
| 7.               | Oktav          | 2′    |
| 8.               | Spitzquinte    | 1 ⁄3′ |
| 9.               | Kornettino III | 2 ⁄3′ |
| 10.              | Mixtur IV      | 1 ⁄3′ |

| Pedal C–f1 |           |     |
| 11.        | Subbass   | 16′ |
| 12.        | Octavbass | 8′  |

- Koppel: I – Ped (als Tritt)

### Geläut
Im Westturm der Pfarrkirche befindet sich ein fünfstimmiges Geläut. Die vier tieferen Glocken bilden das Motiv des Salve Regina. Ursprünglich befanden sich in dem Turm drei Glocken von 1473, 1493 und 1526. Die älteste und die jüngste Glocke mussten im Zweiten Weltkrieg abgeliefert werden, sodass nur noch die Nikolausglocke von 1493 erhalten ist. In den Jahren 1948 und 1958 je zwei weitere Glocken aufgezogen. In der folgenden Tabelle sind die heutigen Glocken im Einzelnen aufgelistet:
| Nr. | Name              | Gussjahr | Gewicht [kg] | Schlagton |
| --- | ----------------- | -------- | ------------ | --------- |
| 1.  | St. Heinrich      | 1958     | 1150         | es1       |
| 2.  | St. Nikolaus      | 1493     | 800          | g1        |
| 3.  | St. Maria         | 1948     | 350          | b1        |
| 4.  | St. Josef         | 1948     | 250          | c2        |
| 5.  | St. Christophorus | 1958     | 120          | es2       |